# Aleksandrovsk-Sachalinskij
Aleksandrovsk-Sachalinskij (in russo Александровск-Сахалинский?, anche traslitterato come Alexandrovsk-Sakhalinsky; in giapponese, Ako) è una città della Russia.

## Geografia fisica
Si trova nell'Estremo Oriente Russo nell'Oblast' di Sachalin, sulla costa dello Stretto dei Tartari, 561 km a nord di Južno-Sachalinsk; è capoluogo del distretto di Aleksandrovsk-Sachalinskij.

### Clima
| Aleksandrovsk-Sachalinskij (1991-2020) Fonte: | Mesi         | Mesi         | Mesi         | Mesi         | Mesi        | Mesi        | Mesi        | Mesi        | Mesi        | Mesi         | Mesi         | Mesi         | Stagioni | Stagioni | Stagioni | Stagioni | Anno  |
| Aleksandrovsk-Sachalinskij (1991-2020) Fonte: | Gen          | Feb          | Mar          | Apr          | Mag         | Giu         | Lug         | Ago         | Set         | Ott          | Nov          | Dic          | Inv      | Pri      | Est      | Aut      | Anno  |
| --------------------------------------------- | ------------ | ------------ | ------------ | ------------ | ----------- | ----------- | ----------- | ----------- | ----------- | ------------ | ------------ | ------------ | -------- | -------- | -------- | -------- | ----- |
| T. max. media (°C)                            | −11,3        | −9,7         | −3,4         | 4,0          | 11,2        | 16,0        | 19,6        | 20,6        | 16,9        | 9,1          | −0,9         | −8,6         | −9,9     | 3,9      | 18,7     | 8,4      | 5,3   |
| T. media (°C)                                 | −15,4        | −14,4        | −7,6         | 0,1          | 6,3         | 11,4        | 15,5        | 16,7        | 12,7        | 5,4          | −3,9         | −12,0        | −13,9    | −0,4     | 14,5     | 4,7      | 1,2   |
| T. min. media (°C)                            | −19,4        | −18,8        | −12,1        | −3,4         | 2,4         | 7,6         | 12,0        | 13,3        | 9,0         | 2,0          | −6,9         | −15,4        | −17,9    | −4,4     | 11,0     | 1,4      | −2,5  |
| T. max. assoluta (°C)                         | 4,7 (1903)   | 5,4 (1960)   | 11,4 (1990)  | 20,9 (2008)  | 28,1 (1896) | 29,4 (1898) | 32,0 (1901) | 31,3 (1983) | 28,6 (1909) | 21,2 (1948)  | 13,8 (1939)  | 5,7 (1968)   | 5,7      | 28,1     | 32,0     | 28,6     | 32,0  |
| T. min. assoluta (°C)                         | −41,0 (1904) | −37,3 (1892) | −34,2 (1888) | −25,9 (1883) | −8,9 (1889) | −2,4 (1886) | 0,5 (1887)  | 1,5 (1889)  | −2,5 (1885) | −15,0 (1972) | −26,0 (1882) | −36,9 (1888) | −41,0    | −34,2    | −2,4     | −26,0    | −41,0 |
| Nuvolosità (okta al giorno)                   | 6,0          | 5,5          | 5,8          | 6,4          | 6,8         | 6,4         | 7,0         | 7,0         | 6,4         | 6,8          | 7,4          | 7,3          | 6,3      | 6,3      | 6,8      | 6,9      | 6,6   |
| Precipitazioni (mm)                           | 48           | 31           | 35           | 34           | 52          | 45          | 52          | 96          | 90          | 88           | 65           | 70           | 149      | 121      | 193      | 243      | 706   |
| Giorni di pioggia                             | 0,2          | 0,04         | 0,3          | 7,0          | 17,0        | 15,0        | 16,0        | 19,0        | 20,0        | 19,0         | 5,0          | 1,0          | 1,2      | 24,3     | 50,0     | 44,0     | 119,5 |
| Nevicate (cm)                                 | 27           | 37           | 41           | 13           | 0           | 0           | 0           | 0           | 0           | 1            | 6            | 17           | 81       | 54       | 0        | 7        | 142   |
| Giorni di neve                                | 26           | 24           | 20           | 15           | 6           | 0,03        | 0,0         | 0,0         | 0,2         | 9,0          | 25,0         | 28,0         | 78,0     | 41,0     | 0,0      | 34,2     | 153,2 |
| Giorni di nebbia                              | 0,2          | 0,0          | 0,3          | 3,0          | 5,0         | 6,0         | 6,0         | 3,0         | 0,4         | 1,0          | 0,2          | 0,03         | 0,2      | 8,3      | 15,0     | 1,6      | 25,1  |
| Umidità relativa media (%)                    | 80           | 79           | 75           | 74           | 76          | 80          | 84          | 82          | 79          | 74           | 75           | 80           | 79,7     | 75       | 82       | 76       | 78,2  |
| Vento (direzione-m/s)                         | SE 4,2       | SE 4,0       | SE 4,1       | SE 4,1       | SE 3,8      | SE 3,2      | SE 3,1      | SE 3,4      | SE 4,1      | SE 5,0       | SE 5,4       | SE 4,9       | 4,4      | 4,0      | 3,2      | 4,8      | 4,1   |

## Storia
Fondata nel 1869 con il nome di Aleksandrovskaja, cambiò successivamente nome in Aleksandrovskij Post e nel 1917 si vide concesso lo status di città; dal 1920 al 1925 fu occupata da truppe giapponesi.
La città è stata per alcuni anni, dal 1932 al 1947, il capoluogo della Oblast' di Sachalin.

## Società

### Evoluzione demografica
Fonte: mojgorod.ru
- 1897: 1.300
- 1939: 24.900
- 1959: 22.200
- 1979: 19.100
- 1989: 19.200
- 2002: 12.826
- 2007: 11.600
- 2018: 9.504
- 2023: 8.769